# Sammlung Ismar Littmann

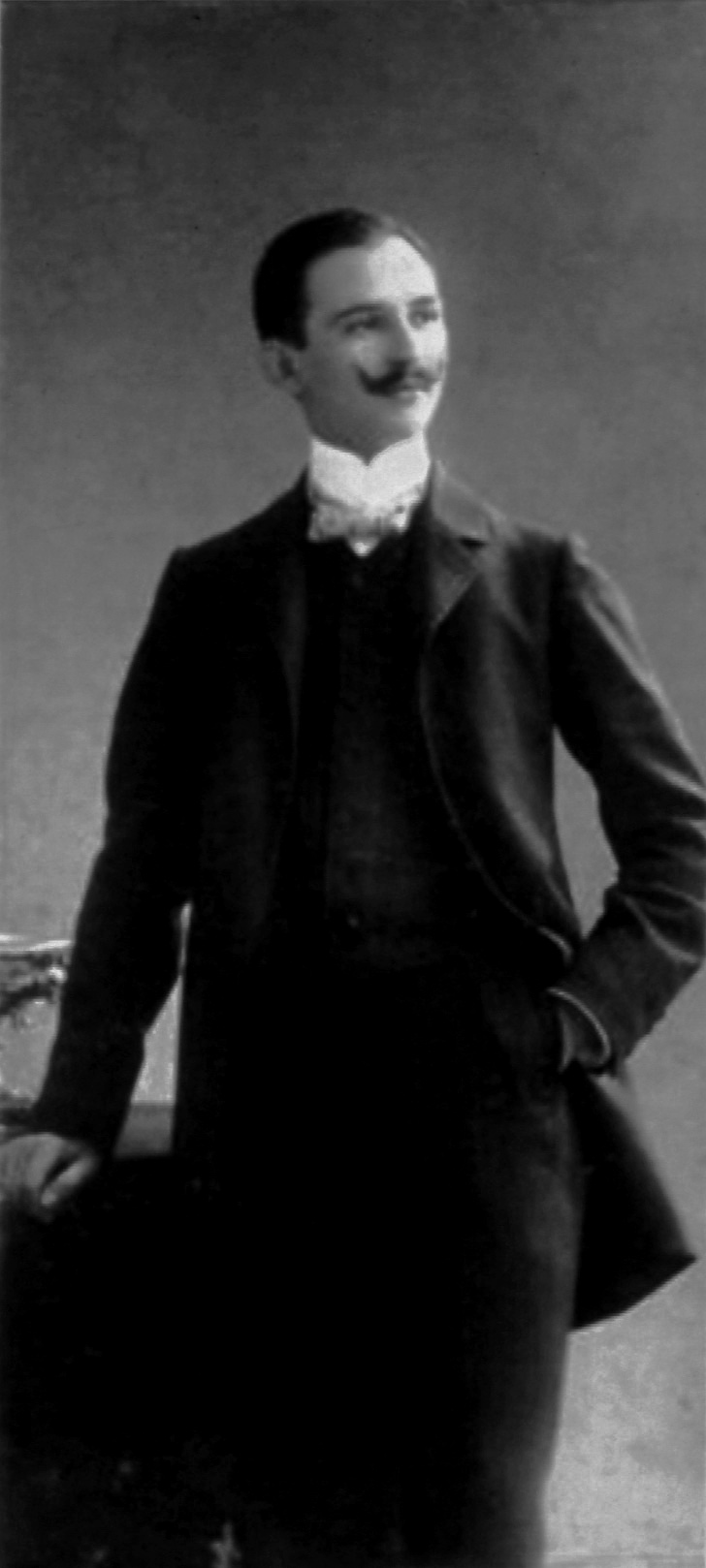
Ismar Littmann (1910)

Die Kunstsammlung des deutschen Rechtsanwalts Ismar Littmann (1878–1934), der in Breslau lebte, umfasste vor seinem Tod 347 Gemälde und Aquarelle und 5.814 Grafiken. Vertreten waren vor allem damals zeitgenössische Künstler, wie Lovis Corinth, Max Pechstein, Erich Heckel, Max Liebermann, Käthe Kollwitz, Lucien Adrion und Otto Mueller.

## Sammler
Ismar Littmann war Mäzen des kulturellen Lebens in Breslau, er unterstützte junge Künstler, engagierte sich bei der Gründung des örtlichen Jüdischen Museums und war als Vorstand der „Gesellschaft der Kunstfreunde“ mehrfach an Ausstellungen moderner Kunst beteiligt. Nach der Machtübernahme der Nationalsozialisten wurde ihm als Jude die Ausübung seines Berufs nach dem am 7. April 1933 erlassenen Gesetz über die Zulassung zur Rechtsanwaltschaft verboten. Sozial und politisch ausgegrenzt und wirtschaftlich in großer Bedrängnis, beging er 1934 Suizid.

## Verkauf und Beschlagnahme
Ismar Littmanns Witwe Käthe Littmann gab zur Sicherung ihres Lebensunterhalts 156 Werke in das noch jüdisch geführte Berliner Auktionshaus Max Perl, weitere 44 Gemälde reichten die Breslauer Banken in dieselbe Auktion ein. Zwei Tage vor der Versteigerung wurden jedoch 64 Werke, darunter 18 aus der Sammlung Littmann, wegen „typisch kulturbolschewistischer Darstellung pornografischen Charakters“ von der Gestapo beschlagnahmt. Die übrig gebliebenen 182 Werke kamen am 26. und 27. Februar 1935 zur Versteigerung, wurden jedoch zum größten Teil nicht verkauft. Ihr Verbleib ist zum größten Teil unbekannt.
Die 64 beschlagnahmten Bilder wurden an die Nationalgalerie Berlin weitergegeben und sollten überprüft bzw. beseitigt werden. Der damalige Direktor Eberhard Hanfstaengl wählte vier Gemälde, alle aus der Sammlung Littmann, und 14 Aquarelle zur Aufbewahrung aus, die übrigen Werke wurden am 20. März 1936 in der Heizungsanlage des Kronprinzenpalais verbrannt. Bei einer Durchsuchung der Bestände der Nationalgalerie im Jahr 1937 wurden, neben weiteren, die vier Gemälde aus der Sammlung Littmann für die Ausstellung „Entartete Kunst“ beschlagnahmt und in München vorgeführt. Nach der Ausstellung wurden die Bilder teilweise verkauft.

## Restitution
Seit den 1960er Jahren führen die Erben Ismar Littmanns Verfahren um Wiedergutmachung, Rückerstattung und Restitution der Kunstsammlung. 1961 kam es zu einem Teilvergleich, bei dem die Beschlagnahme von sechs Gemälden anerkannt und eine Entschädigung in Höhe von 32.000 DM gezahlt wurde. Ein zweiter Vergleich konnte 1965 abgeschlossen werden, nach dem wegen der Entziehung von 117 Kunstwerken eine Ausgleichszahlung in Höhe von 12.000 DM geleistet wurde. Ende der 1990er Jahre wurden die Inventare der Sammlung Littmann gefunden, seitdem wird nach dem Verbleib der Sammlung geforscht.
Seit 1999 kam es auf der Grundlage der Washingtoner Erklärung zur Restitution von sieben Gemälden und einer Zeichnung an die Erben Littmanns. Die geforderte Rückgabe des Gemäldes Buchsbaumgarten von Emil Nolde gegenüber dem Lehmbruck-Museum in Duisburg wurde lange Jahre abgelehnt,  im Dezember 2019 gab das Kuratorium der Stitung Wilhelm Lehmbruck Museum dem Gesuch statt. Weitere sieben Werke konnten von den Erben identifiziert werden, damit wird deutlich, dass von der über 6.000 Werke umfassenden Sammlung lediglich 15 Werke aufgefunden wurden.

## Einzelne Werke

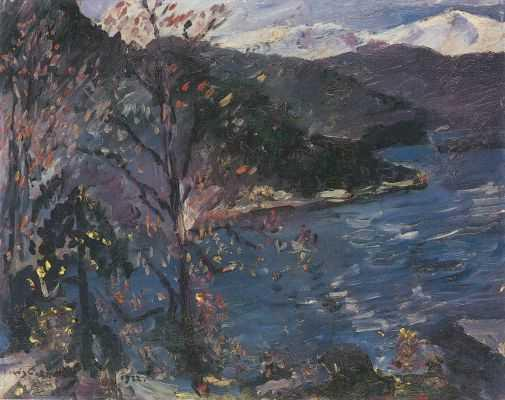
Lovis Corinth, Walchensee im Herbst (Sammlung Leo Lewin und Ismar Littmann).

Provenienz der vier in der Ausstellung „Entartete Kunst“ gezeigten Gemälde:

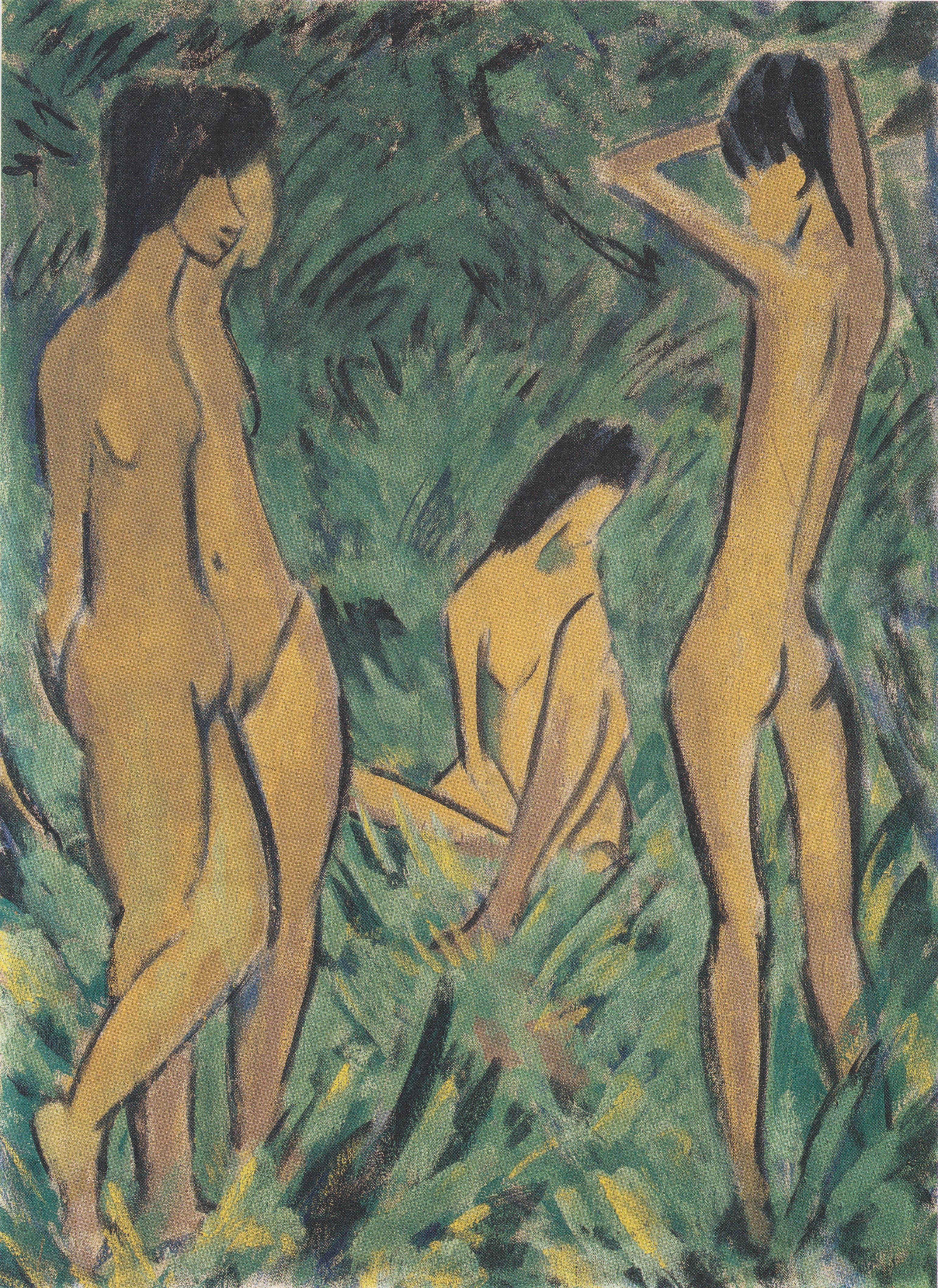
Otto Mueller: Knabe vor zwei stehenden und einem sitzenden Mädchen

- Otto Mueller: Knabe vor zwei stehenden und einem sitzenden Mädchen, Öl auf Leinwand, 1918/1919

1935 wurde das Gemälde im Auktionshaus Perl beschlagnahmt und anschließend in Berlin im Kronprinzen-Palais eingelagert, 1937 kam es in der Ausstellung „Entartete Kunst“. Der Güstrower Kunsthändler Bernhard H. Boehmer kaufte es 1940 aus dem als verwertbar erklärten Bestand. Nach einer Lücke von 39 Jahren in der Provenienz wurde es 1979 über die Galerie Achim Moeller, London, an den Verleger Henri Nannen für 260.000 DM verkauft, gelangte später in die Henri und Eske Nannen Stiftung und wurde in der Kunsthalle Emden ausgestellt.
Durch Presseberichte auf den Fall Littmann aufmerksam geworden, untersuchte die Kunsthalle 1998 die Provenienz des Gemäldes. Nach der Bestätigung, dass das Bild aus der Sammlung Littmann stammt, empfahl der Stiftungsrat die Restitution. Der Freundeskreis des Museums organisierte den Rückkauf des Kunstwerks von den Erben für 1,2 Millionen DM.

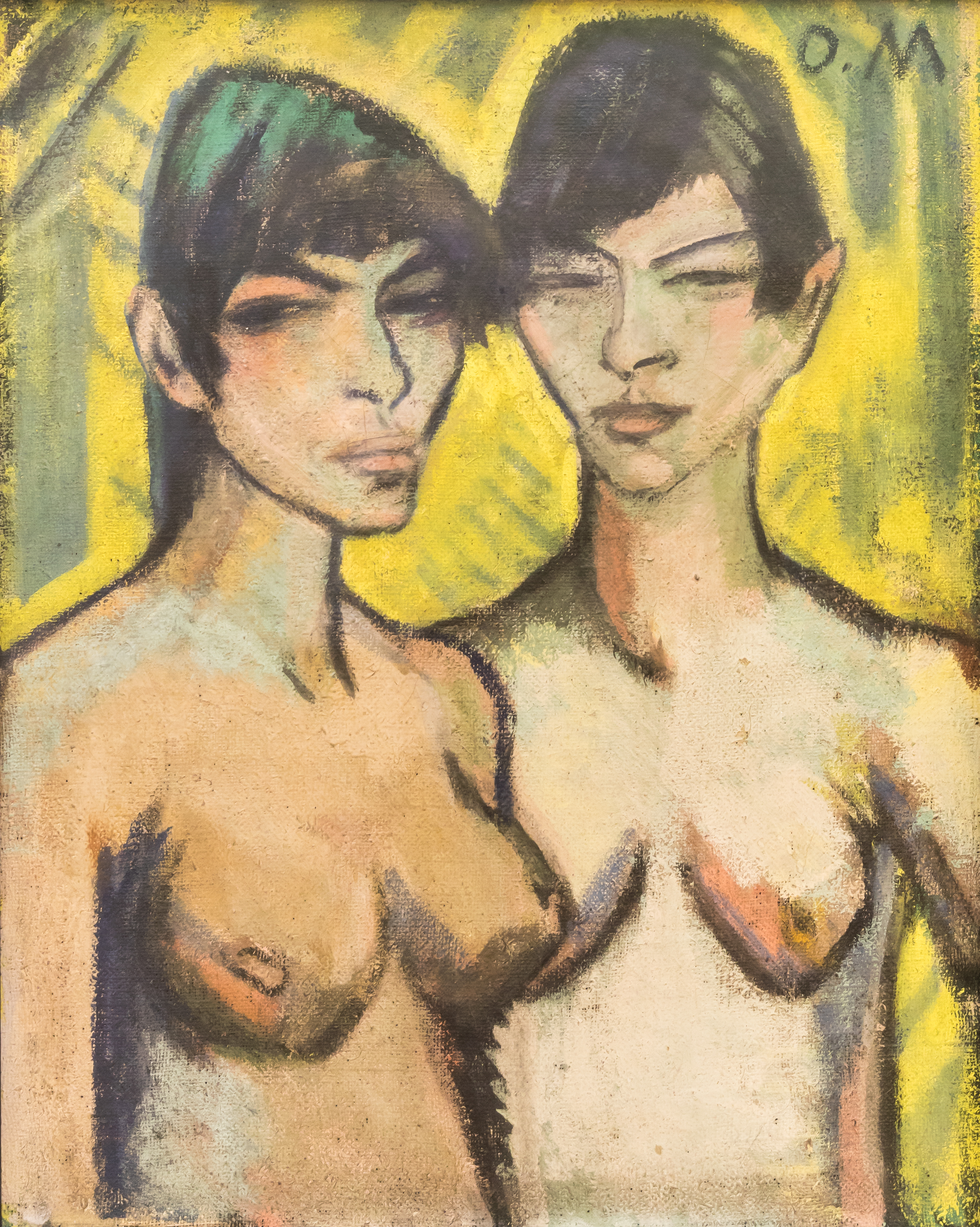
Otto Mueller: Zwei weibliche Halbakte

- Otto Mueller: Zwei weibliche Halbakte, Leimfarbe auf Rupfen, 1919

Auch dieses Gemälde wurde 1935 im Auktionshaus Perl beschlagnahmt, in Berlin im Kronprinzen-Palais eingelagert, und 1937 für die Ausstellung „Entartete Kunst“ herausgesucht. 1939 kaufte der Kunsthändler Hildebrand Gurlitt das Werk für 150 US-Dollar und veräußerte es weiter an den Sammler Josef Haubrich. Über ihn gelangte das Bild 1946 als Schenkung an die Stadt Köln. Dort wurde es im Museum Ludwig ausgestellt.
Auf Antrag der Erben wurde das Gemälde 1999 gemäß der Washingtoner Erklärung restituiert.
- Karl Hofer, Sitzender weiblicher Akt auf blauem Kissen, Öl auf Leinwand, 1927

Das Gemälde wurde 1935 im Auktionshaus Perl beschlagnahmt, in Berlin im Kronprinzen-Palais eingelagert, und 1937 in der Ausstellung „Entartete Kunst“ vorgeführt. Die Provenienzgeschichte dieses Werkes ist nicht öffentlich bekannt, laut der Koordinierungsstelle in Magdeburg wurde es 2002 an die Erben restituiert.
- Das vierte Gemälde aus der Sammlung Littman, das in der Ausstellung „Entartete Kunst“ gezeigt wurde, war ein Aktbildnis von Franz Radziwill. Über dessen Verbleib ist nichts bekannt.

Weitere Werke aus der Sammlung Littmann, die restituiert wurden:
- Lucien Adrion, La Procession, Öl auf Leinwand, 1927

Das Bild wurde 1935 durch das Auktionshaus Perl, Berlin, versteigert. Auf ungeklärten Wegen gelang es in den Besitz des Richters und aktiven Widerstandskämpfers gegen den Nationalsozialismus, Ernst Strassmann.
Die Ernst-Strassmann-Stiftung, der die Herkunft nicht bekannt war, gab das Gemälde im November 2002 in eine Auktion der Villa Grisebach in Berlin. Durch die Veröffentlichung wurde das Werk durch das Art-Loss-Register als Bestandteil der ehemaligen Sammlung Littman identifiziert. Nach Bekanntgabe der Zusammenhänge nahm es die Stiftung aus der Auktion und gab es an die Erben zurück.

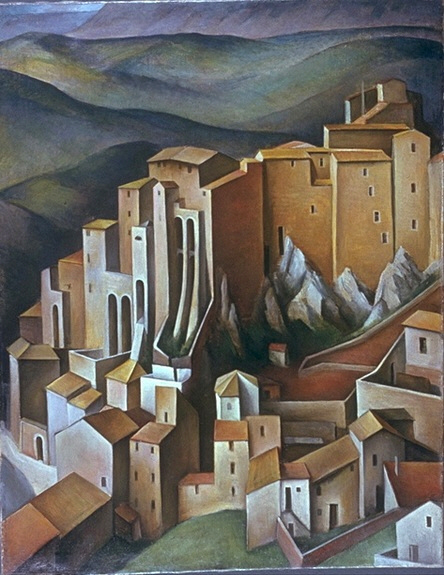
Alexander Kanoldt: Olevano

- Alexander Kanoldt: Olevano, Öl auf Leinwand, 1927

Das Gemälde wurde 1935 im Auktionshaus Perl eingeliefert, 1951 wurde es in die Sammlung der Nationalgalerie in Berlin übernommen.
Im Februar 2001 wurde es gemäß der Washingtoner Erklärung an die Erben restituiert.
- Lovis Corinth: Porträt Charlotte Corinth, Öl auf Leinwand, 1915

Das Gemälde gelangte nach 1935 aus der Auktionshaus Perl in die Berliner Nationalgalerie und wurde von dort 1940 verkauft. Es kam später in den Besitz der Hamburgischen Landesbank, die es im November 2000 in einer Auktion verkaufen wollte. Dabei wurde es als Raubkunst identifiziert und an die Erben Littmanns zurückgegeben.
- Otto Mueller: Akt an Baum lehnend, Zeichnung

Diese Zeichnung wurde als Bestandteil der Sammlung Littmann identifiziert und im Jahr 2000 vom Kupferstichkabinett Berlin an die Erben restituiert.
- Emil Nolde, Buchsbaumgarten, Öl auf Leinwand, 1909

Auf der Auktion bei Max Perl 1935 ist dieses Gemälde weit unter Mindestpreis für 350 RM an Heinrich Arnhold, ebenfalls Jude, versteigert worden. Er starb im Oktober 1935, seine Familie emigrierte und konnte das Bild mit in die USA nehmen. 1956 ließ sie es über das Auktionshaus Ketterer Kunst in Stuttgart versteigern, das Städtische Kunstmuseum Duisburg, später Lehmbruck Museum, erwarb es für 3.600 DM.
Im April 2000 lehnte die Stadt Duisburg eine Rückgabe – in Hinblick auf zwei jüdische Vorbesitzer – mit der Begründung ab, dass „ein jüdisches Schicksal nicht gegen ein anderes ausgespielt werden könne“. Eine Beratung vor der Gemeinsamen Kommission in Magdeburg lehnte das Museum ebenfalls ab. Nach personellen Wechseln kam es ab 2014 zum Umdenken in der Stiftung Wilhelm Lehmbruck Museum. Im Dezember 2019 erklärte sie sich bereit, dass Gemälde an die Erben zurückzugeben. Es wurde in einer Auktion vom 9. bis 11. Dezember 2021 in München über Ketterer Kunst versteigert.